# Кипецкое муниципальное образование
Кипецкое муниципальное образование — сельское поселение в Екатериновском районе Саратовской области Российской Федерации.
Административный центр — село Кипцы.

## История
Статус и границы сельского поселения установлены Законом Саратовской области от 27 декабря 2004 года № 83-ЗСО «О муниципальных образованиях, входящих в состав Екатериновского муниципального района».

## Население
| 2010  | 2011  | 2012  | 2013  | 2014  | 2015  | 2016  |
| ----- | ----- | ----- | ----- | ----- | ----- | ----- |
| 1218  | ↘1215 | ↘1212 | ↗1217 | ↘1210 | ↘1206 | ↘1205 |
| 2017  | 2018  | 2019  | 2020  | 2021  |       |       |
| ↗1217 | ↘1212 | ↘1189 | ↗1190 | ↘1143 |       |       |

## Состав сельского поселения
| № | Населённый пункт | Тип населённого пункта       | Население |
| - | ---------------- | ---------------------------- | --------- |
| 1 | Восточный        | посёлок                      | ↘212      |
| 2 | Кипцы            | село, административный центр | ↘693      |
| 3 | Михайловка       | деревня                      | ↘313      |